# Bangkalan Melayu
Bangkalan Melayu – wieś (desa) w kecamatanie Kelumpang Hulu, w kabupatenie Kotabaru w prowincji Borneo Południowe w Indonezji.
Miejscowość ta leży w środkowej części kecamatanu, przy drodze Jalan Jenderal Sudirman.